# Старая Ушица
Ста́рая У́шица (укр. Стара́ У́шиця; до 1826 года — Ушица) — посёлок в Каменец-Подольском районе Хмельницкой области Украины.
Посёлок расположен на территории национального парка Подольские Товтры, недалеко от впадения реки Ушица в Днестр, в 56 км от железнодорожной станции Каменец-Подольский на линии Ярмолинцы—Ларга.
В посёлке находится детский санаторий «Днестр».
В окрестностях посёлка (у села Бакота) находится скальный монастырь (XII—XIV вв.), постройки которого высечены в толще известняка.

## История

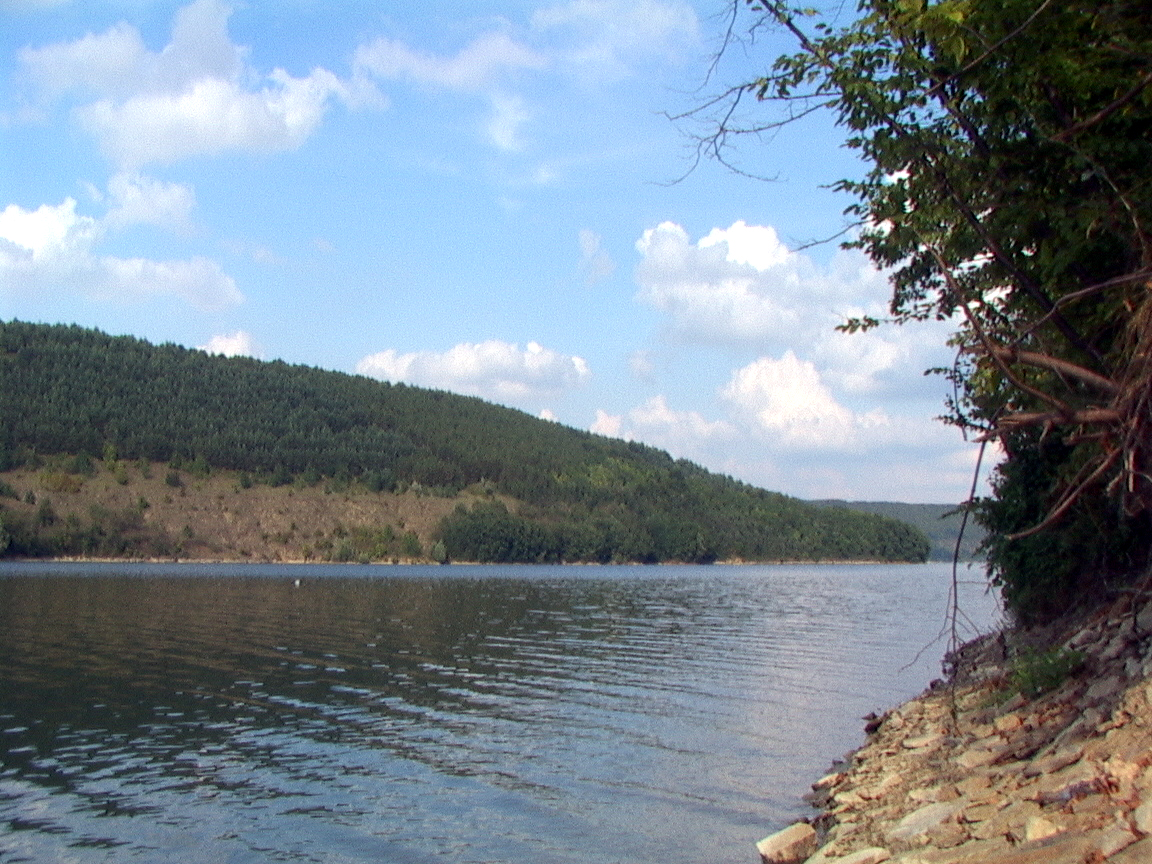
На берегу Днестра у Старой Ушицы

Первое упоминание в летописях — в 1144 году, когда черниговский князь Изяслав Давыдович занял Ушицу, принадлежавшую тогда галицкому князю Владимиру Володаревичу. В 1159 году с половцами и берладниками Ушицу осадил Иван Ростиславич Берладник, но ушёл в Киев на помощь Изяславу Давыдовичу.
Перейдя во владение Речи Посполитой, Ушица как пограничный пункт неоднократно опустошалась.
Вошла в состав России в 1795 году как уездный город Подольского наместничества. В 1826 году уездным городом стал городок Летневцы, переименованный в город Новая Ушица, а бывшая Ушица стала называться Старой Ушицей.
До революции 1917 года Старая Ушица была большим селом, тут находилось имение боковой ветви княжеского рода Гагариных. Одна из княжён в эмиграции опубликовала на французском языке воспоминания о своём детстве с описанием окрестностей Старой Ушицы. Плодородные земли, мягкий микроклимат (село было защищено от ветров высокими берегами Днестра и Ушицы) способствовали развитию плодово-овощного хозяйства, но бедой села было полное отсутствие мощёных дорог. Поэтому, когда во время Первой мировой войны австрийские войска заняли село, первое, что они сделали — руками местных крестьян за приличную плату построили булыжное шоссе от села до Каменца-Подольского. Участок дороги от Старой Ушицы до более современной трассы на Каменец-Подольский сохранился поныне без малейших признаков какого-либо ремонта.
После строительства Днестровского водохранилища в начале 1980-х годов Старая Ушица вместе с церковью и кладбищем была затоплена, а жители переселены во вновь построенный и открытый всем ветрам посёлок на самой вершине холма в нескольких километрах от старого села. На старом месте осталось всего две-три хаты, в которых доживают последние дни их престарелые владельцы.
В 1989 году численность населения посёлка составляла 3071 человек.
По состоянию на 1 января 2013 года население посёлка составляло 2302 человека.

## Персоналии
- Белецкий, Игорь Викентьевич — украинский живописец, художник театра;
- Бец, Алексей Давидович — подольский композитор, заслуженный работник культуры Украины;
- Блажей, Арефа Константинович (1902—1978) — советский военачальник, генерал-лейтенант, участник Великой Отечественной войны, начальник штаба 37-й армии;
- Боднар, Владимир Лукич — приднестровский государственный и общественный украинский деятель;
- Замбриборщ, Фёдор Сергеевич — доктор биологических наук, профессор;
- Кадученко, Иосиф Андриянович — командир танкового батальона, майор, Герой Советского Союза;
- Ланда, Наум Моисеевич — российский философ, кандидат философских наук (1972), заслуженный работник культуры Российской Федерации;
- Первомайский, Борис Яковлевич (1916—1985) — украинский психиатр, доктор медицинских наук (1959), профессор;
- Спажук, Виталий Иосифович (1952) spazhuk.ru — украинский писатель, автор 32 книг, обладатель гран-при, лауреат украинских и международных фестивалей слова, литературных премий и книжных выставок;
- Татаринцева Ольга Алексеевна (1967) — художник;
- Яровой, Яков Павлович — белорусский композитор и дирижёр украинского происхождения, заслуженный артист БССР (1970).